# Chronopappus
 Chronopappus  DC., 1836 è un genere di piante angiosperme dicotiledoni della famiglia delle Asteraceae.

## Etimologia
Il nome scientifico del genere è stato definito per la prima volta dal botanico Augustin Pyramus de Candolle (1778-1841) nella pubblicazione " Prodromus Systematis Naturalis Regni Vegetabilis" (  Prodr. [A. P. de Candolle] 5: 84 ) del 1836.

## Descrizione
Le specie di questa voce sono delle piante con cicli biologici perenni con habitus di tipo arbustivo o piccolo-arboreo. I fusti sono moderatamente ramificati, flessuosi e appiattiti. L'indumento è pubescente per peli del tipo stellato (tricomi a 3 - 5 braccia), ma è anche lanoso per spessi muri infeltriti. Gli organi interni di queste piante contengono lattoni sesquiterpenici.
Le foglie lungo il caule sono disposte in modo alterno e sono picciolate ma anche semi-amplessicauli; è presente una breve guaina. La forma è intera più o meno ovata con apici e base ottusi. I margini sono interi e piatti (non revoluti) ma finemente seghettati. Le venature sono pennate o disposte in modo sublongitudinale. La pagina fogliare adassiale è ricoperta di bolle e vesciche e quella abassiale è di tipo tomentoso per peli stellati e contorti; la consistenza è coriacea ed è scolorita.
Le infiorescenze, terminali sugli assi principali, sono formate da capolini sessili (o brevemente peduncolati) in formazioni a pannocchia. Le infiorescenze sono avvolte da circa 8 sessili brattee fogliacee e pubescenti (brattee subinvolucrali). I capolini sono composti da un involucro ovoidale formato da 8 - 10 brattee debolmente embricate su 3 - 5 serie che fanno da protezione al ricettacolo sul quale s'inseriscono i fiori tubulosi. Le brattee sono da pubescenti a lanose. Il ricettacolo normalmente è nudo (senza pagliette) oppure fimbriato.
I fiori, da 8 a 11 per capolino, sono tetra-ciclici (ossia sono presenti 4 verticilli: calice – corolla – androceo – gineceo) e pentameri (ogni verticillo ha in genere 5 elementi). I fiori sono inoltre ermafroditi e actinomorfi (raramente possono essere zigomorfi).
- Formula fiorale:

*/x K {\displaystyle \infty }, [C (5), A (5)], G 2 (infero), achenio
- Calice: i sepali del calice sono ridotti ad una coroncina di squame.
- Corolla: le corolle sono formate da un tubo lungo e stretto terminante in 5 lobi pubescenti e revoluti; il colore varia da porpora a magenta; la superficie può essere sia pubescente che glabra.
- Androceo: gli stami sono 5 con filamenti liberi e distinti, mentre le antere sono saldate in un manicotto (o tubo) circondante lo stilo.[11] Le antere, sagittate e sprovviste di ghiandole, sono speronate ed hanno la base arrotondata; le appendici apicali in genere sono glabre e indurite. Il polline è tricolporato (con tre aperture sia di tipo a fessura che tipo isodiametrica o poro), echinato (con punte) e non "lophato".[12]
- Gineceo: lo stilo è filiforme e privo di nodi. Gli stigmi dello stilo sono due divergenti con la superficie stigmatica posizionata internamente (vicino alla base). La pubescenza è del tipo a spazzola con peli appuntiti.[13] L'ovario è infero uniloculare formato da 2 carpelli.

I frutti sono degli acheni con pappo. Gli acheni, a forma più o meno prismatica, hanno 10 coste con la superficie glabra. All'interno si può trovare del tessuto di tipo idioblasto e rafidi di tipo subquadrato; raramente è presente il tessuto tipo fitomelanina. Il "carpopodium" (carpoforo) è poco appariscente. Il pappo, biseriato e persistente, è formato da setole appiattite; la serie esterna è più corta di quella interna che è decidua.

## Biologia
- Impollinazione: l'impollinazione avviene tramite insetti (impollinazione entomogama tramite farfalle diurne e notturne).
- Riproduzione: la fecondazione avviene fondamentalmente tramite l'impollinazione dei fiori (vedi sopra).
- Dispersione: i semi (gli acheni) cadendo a terra sono successivamente dispersi soprattutto da insetti tipo formiche (disseminazione mirmecoria). In questo tipo di piante avviene anche un altro tipo di dispersione: zoocoria. Infatti gli uncini delle brattee dell'involucro si agganciano ai peli degli animali di passaggio disperdendo così anche su lunghe distanze i semi della pianta.

## Distribuzione e habitat
La distribuzione delle piante di questa voce è relativa al Brasile.

## Tassonomia
La famiglia di appartenenza di questa voce (Asteraceae o Compositae, nomen conservandum) probabilmente originaria del Sud America, è la più numerosa del mondo vegetale, comprende oltre 23.000 specie distribuite su 1.535 generi, oppure 22.750 specie e 1.530 generi secondo altre fonti (una delle checklist più aggiornata elenca fino a 1.679 generi). La famiglia attualmente (2021) è divisa in 16 sottofamiglie.

### Filogenesi
Le specie di questo gruppo appartengono alla sottotribù Lychnophorinae descritta all'interno della tribù Vernonieae Cass. della sottofamiglia Vernonioideae Lindl.. Questa classificazione è stata ottenuta ultimamente con le analisi del DNA delle varie specie del gruppo. Da un punto di vista filogenetico in base alle ultime analisi sul DNA la tribù Vernonieae è risultata divisa in due grandi cladi: Muovo Mondo e Vecchio Mondo. I generi di Lychnophorinae appartengono al clade relativo all'America.
La sottotribù, e quindi i suoi generi, si distingue per i seguenti caratteri:
- le infiorescenze raramente sono spicate (a forma di spiga);
- i capolini in genere sono grandi;
- le corolle sono prive di ghiandole stipitate;
- il polline non è "lophato";
- negli acheni sono sempre presenti i rafidi di tipo subquadrato.

In precedenza la tribù Vernonieae, e quindi la sottotribù (Lychnophorinae) di questo genere, era descritta all'interno della sottofamiglia Cichorioideae. Nell'ambito della tribù, la sottotribù Lychnophorinae occupa, da un punto di vista filogenetico, una posizione vicina al "core" (si è evoluta tardivamente rispetto alle altre sottotribù) ed è vicina alle sottotribù Vernoninae e Chrestinae. Questo genere, nella filogenesi della sottotribù, occupa una posizione centrale tra i generi Anteremanthus H.Rob. e Proteopsis Mart, & Zucc. ex Sch.Bip..
I caratteri distintivi per le specie di questo genere ( Chronopappus) sono:
- la faccia superiore delle foglie è fortemente ricoperta da bolle;
- le infiorescenze sono formate da capolini terminali;
- l'involucro ha una forma ovoidale;
- i capolini hanno 8 - 11 fiori;
- la corolla ha un tubo lungo e stretto.

### Elenco delle specie
Questo genere ha 2 specie:
- Chronopappus bifrons (Pers.) DC.
- Chronopappus lanatus  Loeuille, Semir & Pirani

Le due specie si distinguono dai seguenti caratteri:
- C. bifrons: l'indumento della superficie fogliare adassiale in età avanzata è glabrescente; l'apice delle foglie varia da ottuso a arrotondato; i capolini sono sessili; le coste degli acheni sono glabre.
- C. lanatus: l'indumento della superficie fogliare adassiale è persistente; l'apice delle foglie varia da acuto a leggermente ottuso; i capolini sono subpeduncolati; le coste degli acheni hanno una pubescenza sparsa.